# Maria Himmelfahrt (Gladbach)

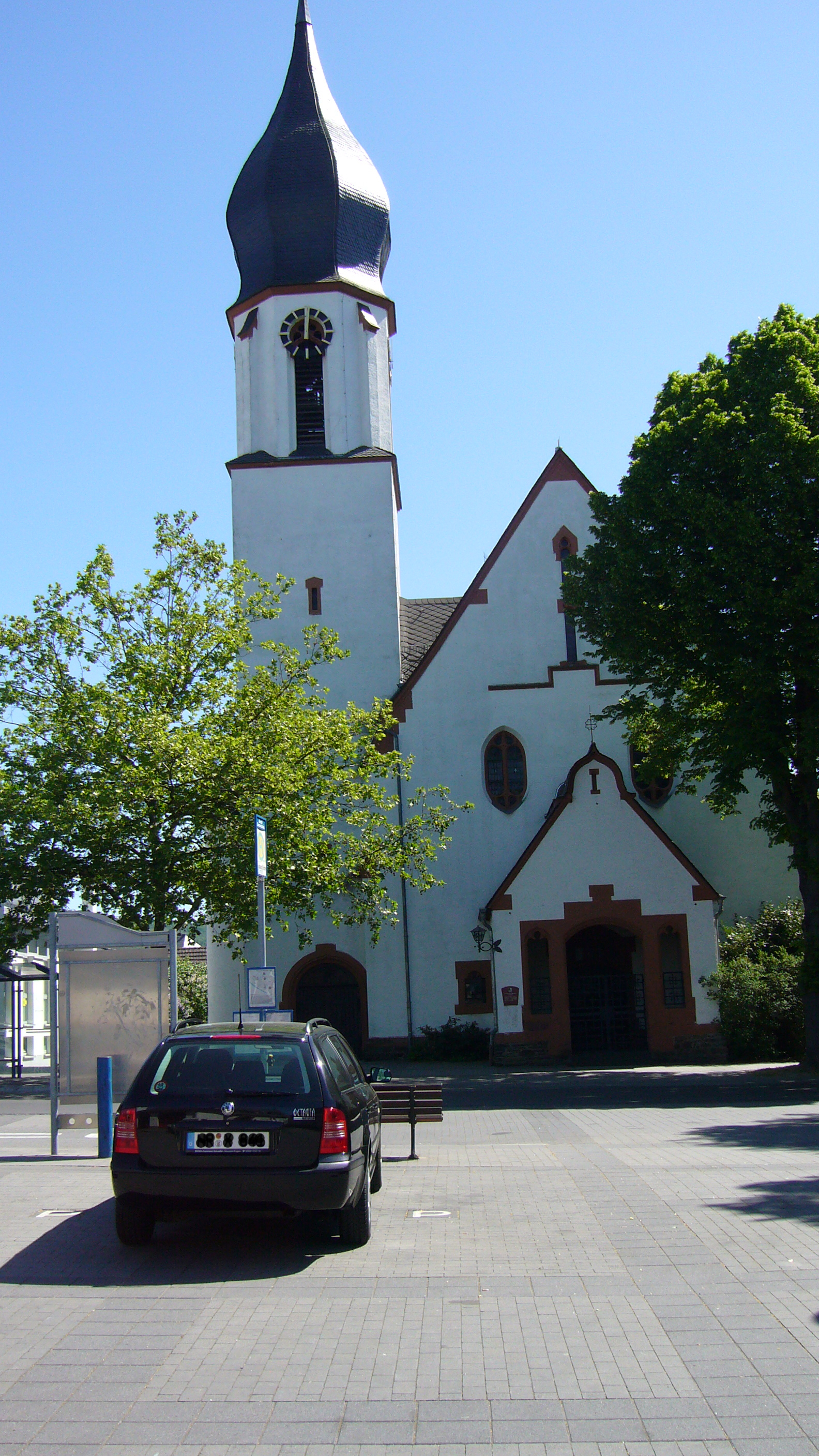
Pfarrkirche Maria Himmelfahrt in Gladbach

Die römisch-katholische Pfarrkirche Maria Himmelfahrt im Neuwieder Stadtteil Gladbach in Rheinland-Pfalz wurde 1914 in nachgotischen Formen errichtet. Die katholische Kirche gehört zum Dekanat Rhein-Wied im Bistum Trier. Seit dem 21. November 2003 steht sie unter Denkmalschutz.

## Geschichte
Das Dorf Gladbach im alten Kirchspiel Heimbach hatte zumindest seit 1764 eine Kapelle gehabt. Dies geht aus einer im Jahr 1804 von der Gemeinde an den Fürsten zu Nassau-Usingen gerichteten Gesuch „um Überlassung der zum Herrschaftlichen Hof Wülfersberg gehörenden Kapelle, damit sie die Baumaterialien zur Erweiterung ihrer Kapelle gebrauchen können“. Als Begründung wird ausgeführt, dass die 1764 erbaute Kapelle der Gemeinde die Einwohner des Ortes nicht mehr fasse und diese genötigt sind, in die Rommersdorfer Abtei-Kirche zu gehen. Wegen der „eingetretenen Veränderungen“ könne das nicht mehr geschehen, zum Ausbau der eigenen Kapelle fehlten die Mittel. Mit den „eingetretenen Veränderungen“ war die Auflösung des Klosters Rommersdorf nach der Säkularisation gemeint. Der Antrag zum Abriss der Wülfersberger Kapelle wurde abgelehnt.
Die heutige Kirche Maria Himmelfahrt wurde nach Plänen der Neuwieder Architekten Theodor und Heinrich Hermann im nachgotischen Stil gebaut. Die Grundsteinlegung erfolgte 1913, schon 1914 wurde die Kirche eingesegnet und 1916 konsekriert.

## Bau und Ausstattung

### Baubeschreibung
Die Kirche ist ausgeführt als zweischiffige gewölbte Stufenhalle mit nachgotischen Formen mit eingezogenem 5/8-Chor und einem Flankenturm mit einer barock anmutenden Zwiebelhaube westlich des Seitenschiffs. Der im Wesentlichen aus Schwemmstein errichtete Putzbau wird durch Werksteineinfassungen und Maßwerk aus rotem Sandstein sowie einem Bruchsteinsockel aufgelockert.

### Ausstattung
Der Seitenaltar stammt aus der früheren Kapelle (um 1730). Unter den zahlreichen Figuren der Kirche ist eine spätgotische Madonna (um 1460) aus dem ehemaligen Kloster Wülfersberg besonders erwähnenswert. Es ist nicht auszuschließen, dass es sich um eine „überschnitzte“ Figur handelt. Die übrigen Figuren und Reliefs wurden in den 1930er-Jahren geschafften. Die Orgel wurde 1964 gebaut.